# NTT Pro Cycling/2020
Deze pagina geeft een overzicht van NTT Pro Cycling UCI World Tour wielerploeg in 2020.

## Algemeen
Algemeen directeur: Douglas Ryder
Teammanager: Lars Michaelsen
Ploegleiders: Lars Ytting Bak, Bingen Fernandez, Daniel Foder, Hendrik Redant, Alex Sans Vega, Gino Van Oudenhove
Fietsmerk: BMC
Wielen: Enve
Volgwagens: Mercedes-Benz

## Renners
| Naam                        | Geboortedatum | Nationaliteit    | Ploeg 2019                  |
| --------------------------- | ------------- | ---------------- | --------------------------- |
| Carlos Barbero              | 29-04-1991    | Spanje           | Movistar Team               |
| Samuele Battistella         | 14-11-1998    | Italië           | Dimension Data for Qhubeka  |
| Victor Campenaerts          | 28-10-1991    | België           | Lotto Soudal                |
| Michael Carbel              | 07-02-1995    | Denemarken       | Team Waoo                   |
| Stefan de Bod               | 17-11-1996    | Zuid-Afrika      |                             |
| Nicholas Dlamini            | 12-08-1995    | Zuid-Afrika      |                             |
| Benjamin Dyball             | 20-04-1989    | Australië        | Team Sapura Cycling         |
| Enrico Gasparotto           | 22-03-1982    | Zwitserland      |                             |
| Amanuel Gebreigzabhier      | 17-08-1994    | Eritrea          |                             |
| Ryan Gibbons                | 13-08-1994    | Zuid-Afrika      |                             |
| Michael Gogl                | 04-11-1993    | Oostenrijk       | Trek-Segafredo              |
| Edvald Boasson Hagen        | 17-05-1987    | Noorwegen        |                             |
| Shotaro Iribe               | 01-08-1989    | Japan            | Shimano Racing Team         |
| Reinardt Janse van Rensburg | 03-02-1989    | Zuid-Afrika      |                             |
| Benjamin King               | 22-03-1989    | Verenigde Staten |                             |
| Roman Kreuziger             | 06-05-1986    | Tsjechië         |                             |
| Gino Mäder                  | 04-01-1997    | Zwitserland      |                             |
| Louis Meintjes              | 21-02-1992    | Zuid-Afrika      |                             |
| Giacomo Nizzolo             | 30-01-1989    | Italië           |                             |
| Ben O'Connor                | 25-11-1995    | Australië        |                             |
| Domenico Pozzovivo          | 30-11-1982    | Italië           | Bahrain-Merida              |
| Matteo Sobrero              | 14-05-1997    | Italië           | Dimension Data for Qhubeka  |
| Andreas Stokbro             | 08-04-1997    | Denemarken       | Riwal-Readynez Cycling Team |
| Dylan Sunderland            | 26-02-1996    | Australië        | Team BridgeLane             |
| Jay Robert Thomson          | 05-12-1986    | Zuid-Afrika      |                             |
| Rasmus Tiller               | 08-07-1996    | Noorwegen        |                             |
| Michael Valgren             | 07-02-1992    | Denemarken       |                             |
| Max Walscheid               | 13-06-1993    | Duitsland        | Team Sunweb                 |
| Danilo Wyss                 | 26-08-1985    | Zwitserland      |                             |

### Vertrokken
| Naam                       | Geboortedatum | Nationaliteit       | Ploeg 2020                       |
| -------------------------- | ------------- | ------------------- | -------------------------------- |
| Lars Bak                   | 16-01-1980    | Denemarken          | gestopt                          |
| Mark Cavendish             | 21-05-1985    | Verenigd Koninkrijk | Bahrain McLaren                  |
| Steve Cummings             | 19-03-1981    | Verenigd Koninkrijk | gestopt                          |
| Scott Davies               | 05-08-1995    | Verenigd Koninkrijk | Bahrain McLaren                  |
| Bernhard Eisel             | 17-02-1981    | Oostenrijk          | gestopt                          |
| Jacques Janse van Rensburg | 06-09-1987    | Zuid-Afrika         | gestopt                          |
| Mark Renshaw               | 22-10-1982    | Australië           | gestopt                          |
| Tom-Jelte Slagter          | 01-07-1989    | Nederland           | B&B Hotels-Vital Concept p/b KTM |
| Jacobus Venter             | 12-02-1987    | Zuid-Afrika         | gestopt                          |
| Julien Vermote             | 26-07-1989    | België              | Cofidis, Solutions Crédits       |

## Overwinningen
| Nationale kampioenschappen wielrennen Italië - wegrit: Giacomo Nizzolo Tour Down Under 5e etappe: Giacomo Nizzolo Ster van Bessèges 4e etappe: Ben O'Connor Ronde van Langkawi 3e etappe: Max Walscheid 8e etappe: Max Walscheid Puntenklassement: Max Walscheid Parijs-Nice 2e etappe: Giacomo Nizzolo | Ronde van Italië 17e etappe Ben O'Connor |  |

2007 · 2008 · 2009 · 2010 · 2011 · 2012 · 2013 · 2014 · 2015 · 2016 · 2017 · 2018 · 2019 · 2020 · 2021
AG2R-La Mondiale · Astana Pro Team · Bahrain McLaren · BORA-hansgrohe · CCC Team ·  Cofidis, Solutions Crédits · Deceuninck–Quick-Step · EF Education First · Groupama-FDJ · Israel Start-Up Nation · Lotto Soudal · Mitchelton-Scott · Movistar Team ·  NTT Pro Cycling · Team INEOS · Team Jumbo-Visma · Team Sunweb · Trek-Segafredo · UAE Team Emirates